# Губернатор Саратовской области
Губернатор Саратовской области — высшее должностное лицо Саратовской области.
Должность появилась 1 сентября 1996 (с 1992 по 1 сентября 1996 — глава администрации).

## Полномочия
Полномочия губернатора Саратовской области регламентированы статьёй 55 Устава (Основного Закона) Саратовской области:
- обеспечивает и защищает права и свободы граждан, законность и правопорядок;
- обнародует законы области, удостоверяя их обнародование путем подписания законов или издания специальных актов;
- определяет основные направления внутренней политики и развития международных и внешнеэкономических связей области;
- формирует Правительство области в соответствии с законодательством области и принимает решение об отставке Правительства области;
- определяет структуру органов исполнительной власти области в соответствии с настоящим Уставом (Основным Законом) Саратовской области;
- наделяет полномочиями члена Совета Федерации Федерального Собрания Российской Федерации — представителя от исполнительного органа государственной власти области;
- назначает на должность по согласованию с областной Думой и освобождает от должности вице-губернатора области, заместителей Председателя Правительства области, министра финансов области; назначает на должность и освобождает от должности управляющего делами Правительства области, министров области и председателей комитетов области; применяет меры поощрения и дисциплинарной ответственности к указанным должностным лицам;
- назначает на должность и освобождает от должности в соответствии с законодательством руководителей других органов исполнительной власти области;
- назначает на должность и освобождает от должности представителей Губернатора области в муниципальных образования области;
- от имени области своими действиями приобретает и осуществляет имущественные и личные неимущественные права и обязанности, выступает в суде в рамках полномочий, установленных настоящим Уставом (Основным Законом) Саратовской области; заключает и подписывает в установленном порядке от имени Саратовской области договоры и соглашения;
- представляет или поручает представлять иным лицам интересы области в федеральных органах государственной власти;
- обеспечивает координацию деятельности органов исполнительной власти области с иными органами государственной власти области и в соответствии с законодательством Российской Федерации может организовывать взаимодействие органов исполнительной власти области с федеральными органами исполнительной власти и их территориальными органами, органами местного самоуправления и общественными объединениями;
- направляет в Конституционный Суд Российской Федерации запросы в соответствии со статьей 125 Конституции Российской Федерации;
- представляет область на официальных мероприятиях, выполняет другие представительские функции;
- оспаривает в суде противоречащие законодательству правовые акты областной Думы, органов местного самоуправления;
- представляет к государственным наградам Российской Федерации, награждает почетными грамотами и иными знаками отличия области в соответствии с законодательством;
- осуществляет руководство гражданской обороной на территории области в соответствии с федеральным законодательством;
- учреждает и формирует совещательные и консультативные органы при Губернаторе области;
- принимает меры по обеспечению защиты сведений, составляющих государственную тайну, в пределах своей компетенции;
- осуществляет иные полномочия в соответствии с федеральными законами, настоящим Уставом (Основным Законом) Саратовской области и законами области.

## Резиденция
Резиденция губернатора находится в комплексе зданий правительства области в Саратове на пересечении улиц Горького и Московская. Главный корпус правительства области — многоэтажное здание с мозаичным панно на улице Московская, 72.

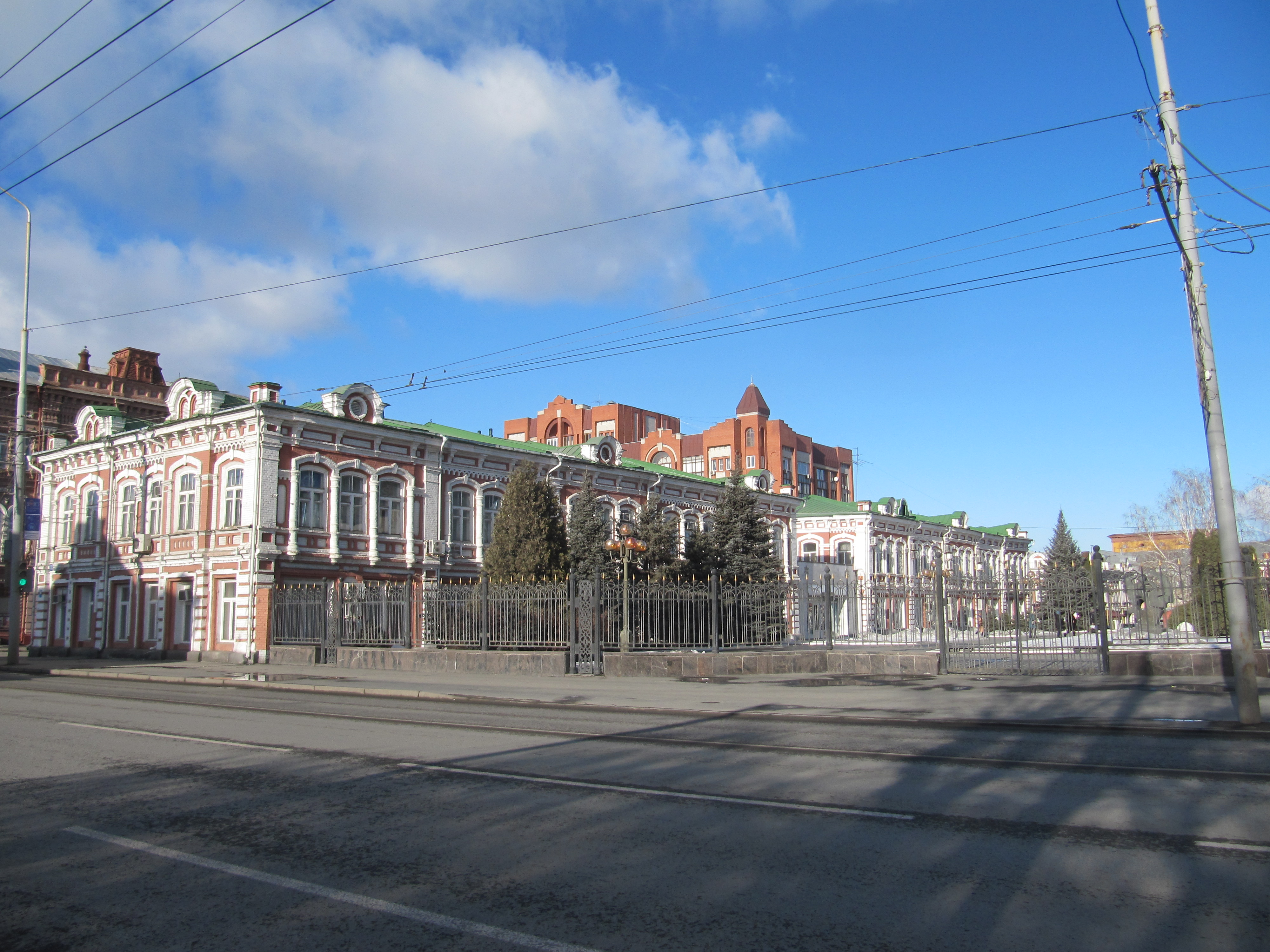
Здание правительства области, бывший комплекс Верхнего базара, вид с улицы Московской.
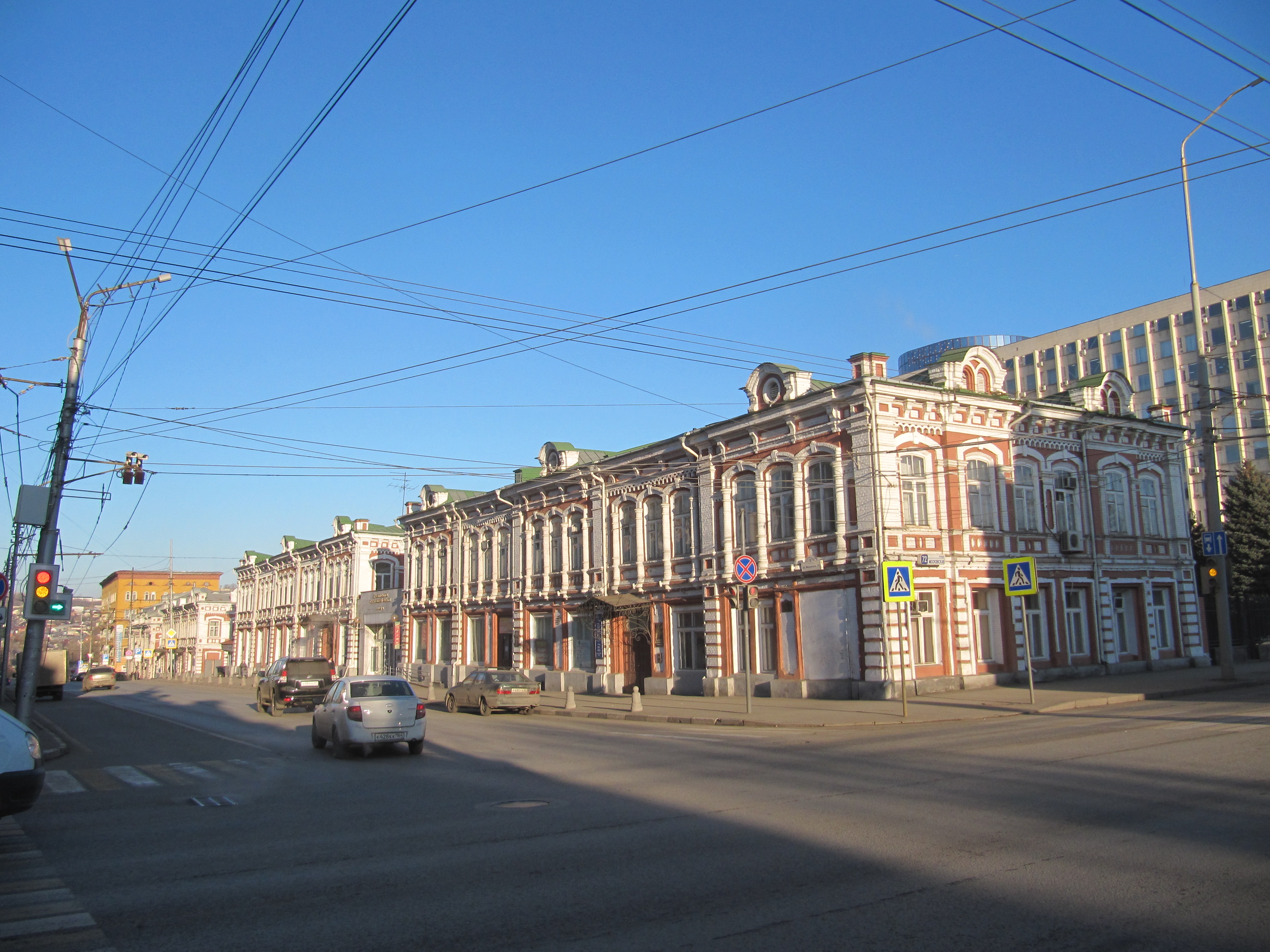
Здание правительства области, бывший комплекс Верхнего базара, вид с пересечения улиц Горького и Московская.
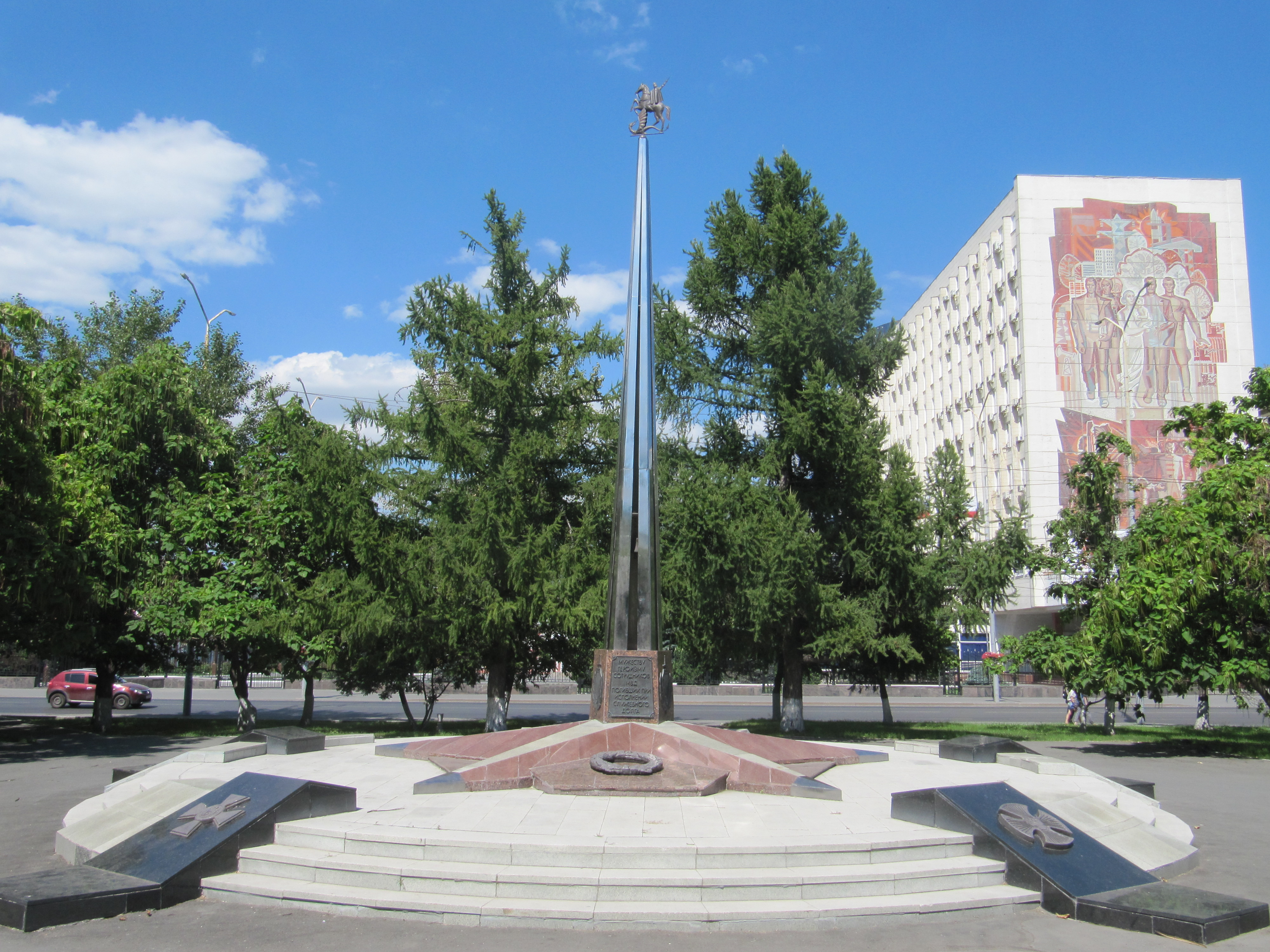
Главный корпус правительства области, вид с Театральной площади и улицы Московская.

## Список губернаторов Саратовской области
1. Белых Юрий Васильевич (и. о. 25 февраля — 30 июня 1992; 30 июня 1992 — 21 февраля 1996) — глава администрации Саратовской области
2. Ващенков Леонид Ефимович (и. о. 21 февраля — 15 апреля 1996)[1]
3. Аяцков Дмитрий Федорович (15 апреля 1996 — 1 сентября 1996) — глава администрации Саратовской области
4. Аяцков Дмитрий Федорович (1 сентября 1996 — 5 апреля 2005) — губернатор Саратовской области
5. Ипатов Павел Леонидович (5 апреля 2005 — 23 марта 2012)
6. Радаев Валерий Васильевич (и. о. 23 марта — 5 апреля 2012; 5 апреля 2012 — 10 мая 2022)
7. Бусаргин Роман Викторович (врио 10 мая — 16 сентября 2022; с 16 сентября 2022)